# Ermita de San Sebastián (San Sebastián de La Gomera)
La ermita de San Sebastián se encuentra en el municipio de San Sebastián de La Gomera en la isla de La Gomera (Islas Canarias, España). El templo está dedicado a San Sebastián de Narbona, patrono del municipio de San Sebastián de La Gomera y patrono histórico de la isla.

## Historia y características
Este templo fue fundado en 1535 por orden del primer Conde de La Gomera, don Guillén Peraza de Ayala y Bobadilla. Es una ermita con influencias de la arquitectura portuguesa, como se manifiesta en los capiteles de las columnas del arco que da paso a la capilla mayor. El arco de entrada a la capilla mayor tiene un característico relieve con flechas alusivas al martirio del santo romano y el árbol donde fue martirizado.
Saqueos piratas en 1618 deterioraron el templo, siendo después reconstruido. En el siglo XIX el templo pasa por una etapa de decadencia, tras lo cual vuelve a ser restaurado.
La imagen del patrono, San Sebastián, es una talla del siglo XVIII, se cree que salida de talleres populares. Las fiestas en honor a San Sebastián se celebran en el mes de enero. Entre los actos religiosos destacan el traslado de la imagen hasta la Iglesia Matriz de la Asunción, parroquia matriz de la villa. Durante estos días se celebra también una romería en honor al Santo. El 20 de enero, festividad de San Sebastián, la imagen regresa a su ermita.